# Vended
Vended es una banda estadounidense de nu metal , fundada en 2018 en Des Moines, Iowa; por dos hijos de miembros de Slipknot: el cantante Griffin Taylor, hijo de Corey Taylor, y el baterista Simon Crahan, de Shawn «Clown» Crahan. A ellos se unieron el bajista Jeremiah Pugh y los guitarristas Cole Espeland y Connor Grodzicki. En 2021 la banda lanzó el EP What Is It//Kill It, así como otros varios sencillos.

## Historia
Fue formada en 2018 por Taylor y Crahan cuando eran adolescentes. Luego, el dúo reclutó a Pugh, Epseland y Grodzicki. Su nombre se pronuncia con énfasis en la segunda sílaba: «ven-DEAD», y se basa en la palabra vendetta. La banda no realizó giras durante sus primeros años debido a su corta edad.
Se resisten a comparar la banda con Slipknot, sosteniendo que son en gran medida músicos autodidactas y no recibieron ayuda de sus padres. afirmación apoyada por estos.
Su primera actuación en vivo fue en marzo de 2020 en Des Moines, justo antes de la pandemia de COVID-19. A mediados de 2021 lanzaron su primera grabación, el sencillo "Asylum", y en noviembre de 2021 el EP de cinco canciones What Is It//Kill It. A finales de 2022, realizaron una gira por Estados Unidos con Jinjer y POD y lanzaron varios sencillos independientes a partir de esta fecha.

## Miembros
- Griffin Taylor - voz principal
- Simon Crahan - batería
- Jeremiah Pugh - bajo, coros
- Cole Epseland - guitarra solista
- Connor Grodzicki – guitarra rítmica, coros

## Discografía

### Álbumes
- Vended (2024)

### EP
- What Is It//Kill It (2021)

### Sencillos
De What Is It//Kill It
- Asylum (2021)
- Burn My Misery (2021)

Sin álbum
- Ded to Me (2022)
- Overall (2022)

De Vended
- Am I the Only One (2023)
- The Far Side (2024)
- Nihilism (2024)